# Richard Erdman
Pour les articles homonymes, voir Erdman.
Richard Erdman est un acteur américain né le 1er juin 1925 à Enid (Oklahoma) et mort le 16 mars 2019 à Los Angeles (Californie).

## Biographie
Erdman est né John Richard Erdmann à Enid dans le nord de l'Oklahoma. Sa mère était Allie J. Erdman. Ses parents ont divorcé pendant son enfance. Erdman, son frère et sa mère ont déménagé à Colorado Springs lorsqu'il était adolescent. Il est diplômé de Palmer High School, où il se produirait sur scène. Au cours de sa jeunesse, il a travaillé comme journalier pour le Colorado Springs Evening Telegraph. Un metteur en scène nommé Newton Winburne l'a encouragé à tenter sa chance à Hollywood.
Erdman a commencé sa carrière chez Warner Bros. où il a signé un contrat de studio. Deux de ses premiers rôles sont dans les films Femme aimée est toujours jolie, avec Bette Davis et Claude Rains et Janie, avec Joyce Reynolds. Après quelques rôles plus petits, il a eu du succès en tant qu’acteur de personnage dans des rôles secondaires. Au cours d'une carrière qui a duré sept décennies, ses rôles les plus connus sont ceux du chef de caserne Hoffy dans Stalag 17 et du ridicule et ennuyeux barcelon McNulty dans l'épisode de Twilight Zone, A Kind of a Stopwatch (... Pensez-y maintenant! "). Il est également apparu dans The Men (1950) avec Marlon Brando et le film noir L'Implacable (1951) avec Dick Powell et Rhonda Fleming. À Tora ! Tora ! Tora ! (1970), il incarnait le colonel Edward F. French, l'officier qui avait réagi à la non-transmission de l'avertissement à Pearl Harbor, à Hawaï.
Il a réalisé le film télévisé Mooch Goes to Hollywood de 1971. De 2009 à 2015, Erdman a eu un rôle récurrent dans le rôle de l'ancien élève Leonard Rodriguez dans Community.

## Filmographie partielle
Cinéma
- 1944 : Janie, de Michael Curtiz
- 1945 : Too Young to Know de Frederick de Cordova
- 1945 : Star in the Night (court-métrage) de Don Siegel
- 1945 : Aventures en Birmanie (Objective, Burma !), de Raoul Walsh
- 1945 : Danger Signal, de Robert Florey
- 1946 : Meurtre au port (Nobody Lives Forever) de Jean Negulesco
- 1946 : Shadow of a Woman de Joseph Santley
- 1946 : Janie Gets Married, de Vincent Sherman
- 1947 : Les Corsaires de la terre (Wild Harvest), de Tay Garnett
- 1948 : Le Bar aux illusions (The Time of Your Life), de H. C. Potter
- 1949 : La Vie facile (Easy Living), de Jacques Tourneur
- 1951 : La marine est dans le lac (You're in the Navy Now), d'Henry Hathaway
- 1952 : La Madone du désir (The San Francisco Story), de Robert Parrish
- 1952 : Parachutiste malgré lui (Jumping Jack), de Norman Taurog
- 1952 : Le Cabotin et son compère (The Stooge), de Norman Taurog
- 1953 : La Femme au gardénia (The Blue Gardenia), de Fritz Lang
- 1953 : Stalag 17, de Billy Wilder
- 1955 : Francis in the Navy, d'Arthur Lubin
- 1956 : Quadrille d'amour (Anything Goes) de Robert Lewis
- 1958 : Libre comme le vent (Saddle the Wind), de Robert Parrish

Télévision
- 1963 : La Quatrième Dimension (The Twilight Zone) (Série TV) : épisode Une curieuse montre (A Kind of a Stopwatch) de John Rich (saison 5, épisode 4) : McNulty
- 1968 : Les Mystères de l'Ouest (The Wild Wild West), (série) - Saison 4 épisode 20, La Nuit du Diamant (The Night of the Bleak Island), de Marvin J. Chomsky : Mordecai Krone
- 1977 - : Super Jaimie (série) - Saison 3 épisode 11, L'espion fait cavalier seul (Over the hill spy) : Terrence Quinn
- 2009 - 2015: Community (série) : Léonard Rodriguez